# Qoqaarissorsuaq
Qoqaarissorsuaq (nach alter Rechtschreibung K'oĸârigssorssuaĸ; „großes schattenwerfendes Land“) ist eine grönländische Insel im Distrikt Upernavik in der Avannaata Kommunia.

## Geografie
Qoqaarissorsuaq liegt südlich von Anarusuk, westlich von Aakkarnersuaq, nordöstlich von Ateqanngitsorsuaq und östlich von Tasiusaq. Mit Simiutaq im Westen und Imartornup Qeqertaa, Puugutallip Akersua und Puugutalik im Süden hat sie zudem einige direkte Nebeninseln. Auf der Insel befinden sich zahlreiche Seen, von denen der Tasersuaq mit etwa 2,4 km² der größte ist. Im Süden der Insel befindet sich ein 489 m hoher Gipfel und nördlich des Sees ein 550 m hoher Gipfel. Die höchste Erhebung ist ein Gipfel mit 590 m Höhe im Norden der Insel, der anschließend mit einer Steilwand ins Meer abfällt und dort das Meer in den Schatten taucht, woher die Insel ihren Namen hat.